# 90487 Witherspoon
90487 Witherspoon este un asteroid din centura principală de asteroizi.

## Descriere
90487 Witherspoon este un asteroid din centura principală de asteroizi. A fost descoperit pe 16 februarie 2004 în cadrul proiectului CSS. Asteroidul prezintă o orbită caracterizată de o semiaxă mare de 3,24 ua, o excentricitate de 0,02 și o înclinație de 21,4° în raport cu ecliptica.